# 安東·基保
安東·基保（Anto Grabo，1960年12月7日—），生於南斯拉夫特拉夫尼克，已退役波斯尼亞裔香港足球運動員，司職前鋒或中場。現時擔任香港超級聯賽球隊港會助教。

## 球會生涯
基保生於南斯拉夫特拉夫尼克，早年在祖國南斯拉夫踢足球，18歲時加盟當地球隊薛謝斯歷卡當學徒球員，80年代未期南斯拉夫政局動盪，基保毅然出國加盟比利時乙級球會皇家洛默爾，年紀漸長，陸續開始效力足球弱國的次級球隊。
1990年，到亞洲加盟馬來西亞的吉隆坡。1992年初，基保在馬來西亞被香港球隊發現，邀請來港作賽。同年，家鄉爆發內戰，南斯拉夫分裂成六個國家，他便決定定居香港，加盟老牌球會南華，首場替南華上陣，於銀牌對星島時助球隊以1–0擊敗對手晉身決賽。之後認識了太太，1997年結婚了，誕下兩個孩子，一男一女。其後轉投好易通，快譯通，直至於港會掛靴。基寶退役後選擇留港在港會教波。2015年3月，基保獲太陽飛馬教練陳志康邀請出山，擔任客席訓練員。
2022年8月起，出任港會助教。

## 國際賽生涯
基保曾於1987年被選入南斯拉夫國家隊備戰瑞士的集訓名單，可是未獲派上陣。
居港滿七年，成為香港永久居民後，入選香港足球代表隊，合共上陣3場，最後一場是友誼賽對愛沙尼亞。